# قبيلة غوسي
الغوسي هم مجتمع مسلم يوجد بشكل رئيسي في شمال الهند.

## التاريخ والأصل
يزعم غوسيو أوتار براديش وبيهار أنهم ينحدرون من مجتمع أهير، ويعرفون بالفعل باسم مسلمو أهير.
يدعي الغوسيون في ولاية البنغال الغربية أن أصلهم من راثور راجبوت.
استقر الغوسيون في قسم أمبالا في ولاية هاريانا الهندية التي هاجروا منها إلى باكستان[بحاجة لمصدر]